# 亜科
生物学的な分類学では、 亜科（あか、英: family。ラテン語：subfamilia、複数形subfamiliae）は、補助的な（中間の）階級（タクソン）であり、科の直下に位置するが、属よりは広い分類である。
標準的な命名規約では、亜科の植物名は「-oideae」で終わり、動物名は「-inae」で終わる。